# Jackson (Ohio)
Pour les articles homonymes, voir Jackson.
Jackson est le siège du comté de Jackson, situé dans l'État de l'Ohio, aux États-Unis.

## Personnalités
- Fletcher Benton (1931-), sculpteur américain, est né à Jackson.